# Adesmia muricata
Adesmia muricata, llamada popularmente alverjilla o arvejilla amarilla, es una planta herbácea y anual perteneciente a la familia de las leguminosas, de origen sudamericano. 

## Descripción
Presenta tallos postrados y débiles. Las hojas son compuestas y pinadas; cada folíolo parece una pequeña hoja de roble. Las pequeñas flores son amarillas, asemejando minúsculas arvejillas (de ahí el nombre), surgen agrupadas en racimos en el ápice de las ramas. 
El fruto es una pequeña legumbre en forma de hilera, que se disgrega al madurar. La floración se produce en primavera.

## Taxonomía
Adesmia muricata fue descrita por (Jacq.) DC. y publicado en Annales des Sciences Naturelles (Paris) 4: 95. 1825.
Etimología
Adesmia: nombre genérico que deriva de las palabras griegas: 
a- (sin) y desme (paquete), en referencia a los estambres libres.
muricata: epíteto latíno que significa "con espinas"
Sinonimia
- Adesmia affinis Hook.f.
- Adesmia hedysaroides (Schrank) Hauman
- Adesmia muricata var. affinis (Hook.f.) Burkart
- Adesmia muricata var. dentata Arechav.
- Adesmia muricata var. rionegrensis Burkart
- Aeschynomene pimpinellaefolia (Poir.) Desv.
- Hedysarum muricatum Jacq.	basónimo
- Patagonium affine (Hook. f.) Macloskie
- Patagonium gilliesii (Hook. & Arn.) Kuntze
- Patagonium hedysaroides Schrank
- Patagonium muricatum (Jacq.) Kuntze
- Patagonium muricatum var. pimpinellifolium (Poir.) Kuntze[7]